# Riedelella terentyevi
Riedelella terentyevi är en plattmaskart som beskrevs av Timoshkin OA 200. Riedelella terentyevi ingår i släktet Riedelella och familjen Rhynchokarlingiidae. Inga underarter finns listade i Catalogue of Life.